# Eois albosignata
Eois albosignata är en fjärilsart som beskrevs av Paul Dognin 1911. Eois albosignata ingår i släktet Eois och familjen mätare. Inga underarter finns listade i Catalogue of Life.